# Jenni Williams

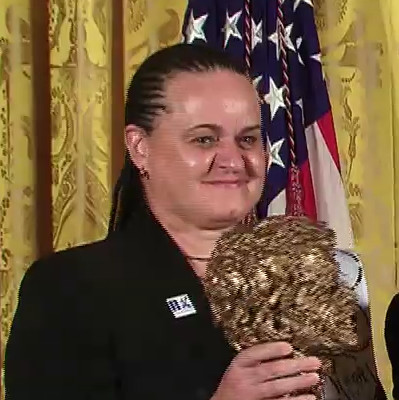
Jenni Williams

Jennifer Louise „Jenni“ Williams (geb. 1962 in Simbabwe) ist eine simbabwische Menschenrechtlerin und Mitbegründerin der Organisation Women of Zimbabwe Arise (Woza). Als berühmte Kritikerin des ehemaligen Präsidenten Robert Mugabe setzt sie sich seit 2003 für die sozialen, politischen und wirtschaftlichen Rechte der simbabwischen Bevölkerung, insbesondere der Frauen, ein und wurde mehrfach für ihre gewaltfreien Proteste ausgezeichnet.

## Leben
Williams wurde 1962 als Tochter eines schwarzen Mechanikers und einer gemischtstämmigen Mutter geboren. Ihre Großmutter väterlicherseits gehörte der Matabele-Volksgruppe an, während ihr Großvater mütterlicherseits aus Irland nach Rhodesien, dem heutigen Simbabwe, auswanderte. Bereits mit 16 Jahren brach Williams zur finanziellen Unterstützung ihrer alleinerziehenden Mutter bei der Erziehung ihrer sechs Geschwister die Schule ab.
In den 1990er-Jahren führte Williams erfolgreich ein Unternehmen für Öffentlichkeitsarbeit und arbeitete unter anderem für die Zimbabwean Farmers’ Union. Aufgrund ihrer kritischen Haltung gegenüber der Landreformpolitik Mugabes geriet sie mit der Regierung in Konflikt und musste ihr Unternehmen aufgeben.
Aufgrund ihres Einsatzes für die Menschenrechte lebt Williams weitgehend im Untergrund, wechselt regelmäßig ihren Wohnort und hält sich häufig in Safe-Häusern auf. Ihre Familie – darunter ihr Mann und drei erwachsene Kinder – lebt aus Sicherheitsgründen seit Anfang der 2000er-Jahre im Vereinigten Königreich.

## Wirken
Williams gründete im Jahr 2003 zusammen mit Magodonga Mahlangu zur Organisierung friedlicher Proteste für Menschenrechte und soziale Gerechtigkeit die Organisation Women of Zimbabwe Arise (Woza). Woza entwickelte sich schnell zu einer bedeutenden sozialen Bewegung, die insbesondere Frauen zu Protesten gegen die Politik des Mugabe-Regimes mobilisierte. Bis 2014 wuchs die Organisation auf über 85.000 Mitglieder an.
Williams wurde aufgrund ihres Einsatzes regelmäßig Opfer von Polizeigewalt und staatlicher Repression. Zwischen 2003 und 2009 wurde sie insgesamt 33-mal verhaftet, mehrfach inhaftiert und erlitt wiederholt körperliche Gewalt durch Sicherheitskräfte. Im Oktober 2008 wurde sie nach einem Protest gegen Lebensmittelknappheit festgenommen und musste drei Wochen unter prekären Bedingungen im Gefängnis verbringen.
Im Jahr 2009 erhielt Williams zusammen mit Magodonga Mahlangu den Robert F. Kennedy Human Rights Award, der ihr von US-Präsident Barack Obama persönlich überreicht wurde. Obama würdigte dabei ihren Mut und ihre führende Rolle in der gewaltfreien Opposition gegen das Mugabe-Regime.
Im Jahr 2015 organisierte sie eine Demonstration gegen ethnische Diskriminierung durch Präsident Mugabe, woraufhin sie kurzzeitig von der Polizei festgenommen wurde. Auch nach dem Rücktritt Mugabes setzte Williams ihre Tätigkeiten fort. Im Jahr 2020 setzte sie sich für die Aufarbeitung der Gukurahundi-Massaker ein, forderte von der Regierung eine offizielle Anerkennung der Verbrechen und initiierte Dialoge zur Versöhnung in der Region Matabeleland.